# Амичба, Борис Александрович
Борис Александрович Амичба (17 февраля 1938, с. Гуада, Очамчирский район, Абхазская АССР) — советский и абхазский тенор, музыкальный педагог и музыковед

, переводчик. Заслуженный артист Абхазской АССР (1979), народный артист Республики Абхазии (2010)
Один из первых оперных певцов, исполнителей классической музыки в Абхазии.

## Биография
В 1962 году окончил филологический факультет СГПИ.
В 1967 году окончил вокальное отделение Тбилисской консерватории (класс профессора Георгия Петровича Маргиева, по камерному классу — Дмитрия Николаевича Шведов).

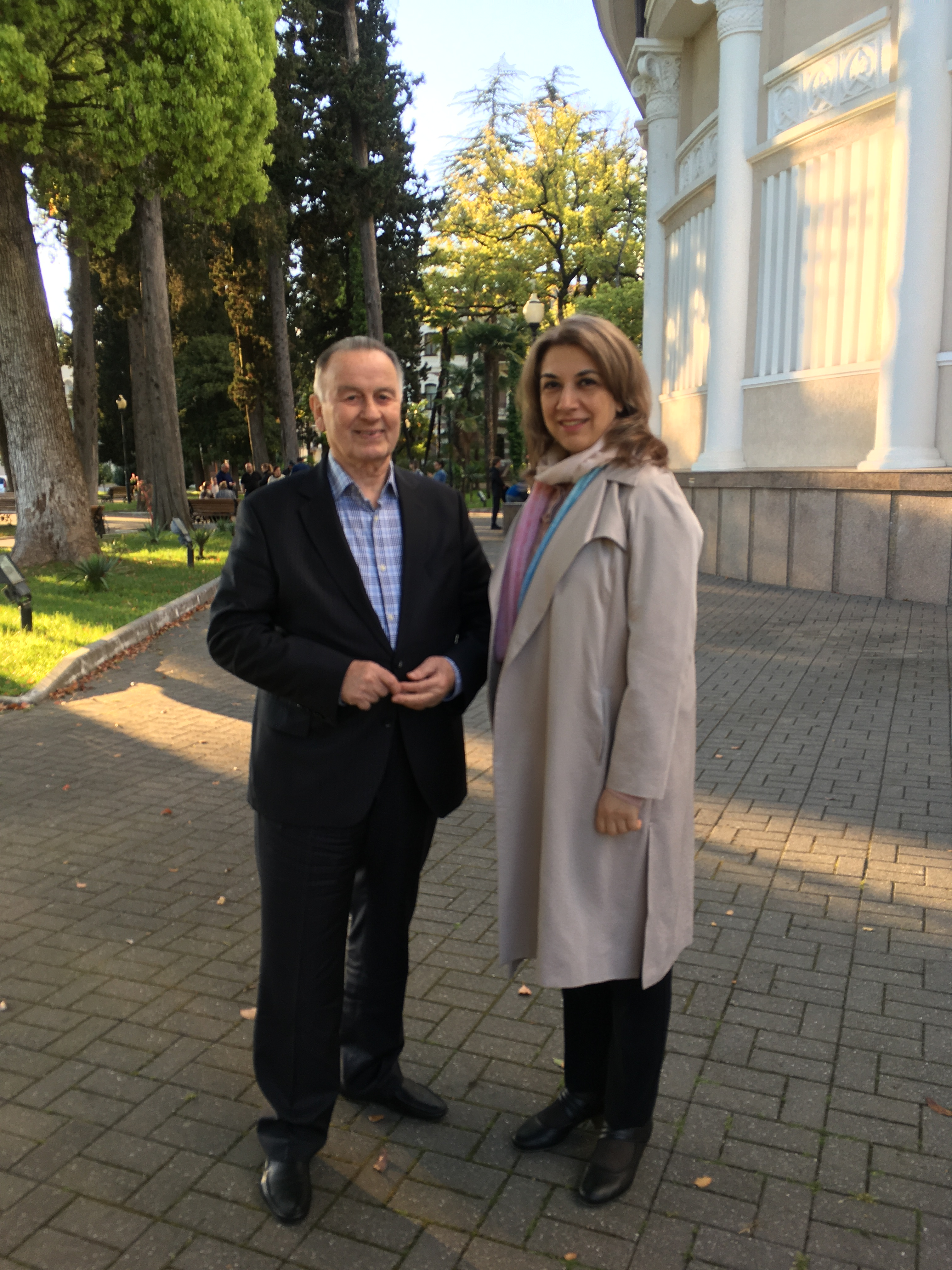
Борис Александрович Амичба и художественный руководитель Абхазской государственной филармонии Эсма Джениа

Участвовал в редактуре либретто первой абхазской оперы М. Лакербая «Аламыс».
1967—1969 — солист Абхазской государственной филармонии.
1969—1977 — стажёр Тбилисского театра оперы и балета
1974—1977 — солист Тбилисского театра оперы и балета
Одновременно читал курс лекций по культуре речи и сценической речи в абхазской группе, в Тбилисском театральном институте.
В 1977 году солист Абхазской государственной филармонии. Первый штатный солист Абхазской государственной филармонии.
При активном участии Анри Михайловича Джергения, председатель Совета Министров Абхазской ССР были открыты штатные должности солистов филармонии: Алла Отроба, Марина Шамба и т. д.
В 1976 году входит в состав Государственного заслуженного ансамбля народной песни и танца Абхазии.
В 1979 году получил право на проведение сольных концертов в двух отделениях.
В 1980-е выступает в малом зале им. Глинки Ленинградской филармонии с органным концертом (органистка — Наталья Седун)
В 1980-е принимал активное участие в концертной деятельности Концертного зала Пицундского храма. Гастролировал по республике Абхазии с различными программами: оперные арии, романсы, песни (под аккомпанемент Натальи Шадчнего). Вступительное слово — Владимир Козлов (скрипач)
Параллельно с исполнительской деятельностью успешно занимается переводом на абхазский язык произведений западноевропейских классиков.
С 1985—1989 выступает как антрепренёр следующих коллективов: вокально-инструментального ансамбля «Гунда», Государственного симфонического оркестра республики Абхазии.
Занимается сольными концертами до 1989 года.
Начало грузино-абхазского конфликта 1991—1992 застал на гастролях в Греции. Во время конфликта находился в Москве.
1994—2001 — Художественный руководитель, затем — директор Абхазской государственной филармонии.
Занимался восстановлением залов после грузино-абхазского конфликта 1991—1992.
В этот период в филармонию с гастролями приедут: Ленинградский оркестр народных инструментов, Артур Айденян, Евгений Петросян, Ефим Шифрин.

## Гастроли
25 июня 1976 года впервые под руководством Царгуша В. М. Государственный заслуженный ансамбль народной песни и танца Абхазии выехал в гастрольную поездку за рубеж — в Польшу.Гастроли ансамбля прошли в ГДР, ФРГ, Западном Берлине, ЧССР, Сирии, Греции, в Африканских странах (Эфиопия, Танзания, Мозамбик), Мексике, Франции, Турции.
Последние гастроли состоялись во время грузино-абхазского конфликта 1991—1992 в Греции.
В залах часто собиралась абхазская диаспора.
В 1993 года выступит художественным руководителем Государственного заслуженного ансамбля народной песни и танца Абхазии концерта в Концертном зале имени Петра Чайковского с тогда еще 5-курсницей Хиблой Герзмавой.

## Преподавательская деятельность
С 1967—1972 преподаватель вокала в Сухумском музыкальном училище. Ученики: Леонид Хишба, Герман Хашиг.

## Репертуар
Арии исполнял в оригинале.
В опере «Аламыс» Д. Шведова (1984) исполнил партию Сеида (Абхазская государственная филармония)
Среди его партий в Тбилисском театре оперы и балета: Ленский («Евгений Онегин» П. И. Чайковского), Альфред, Гастон («Травиата» Дж. Верди), Малхаз, Тито («Даиси» З. П. Палиашвили) и др.

### Оперные партии[3]
А. Позднеев. Кот из детской оперы "Лесная мышь и домашняя мышь
П. Чайковский. Водемон из оперы «Иоланта»
Дж. Верди. Герцор из оперы «Риголетто»
Дж. Гершвин. Спортинг Лайф из оперы «Порги и Бесс»
Дж. Пуччини. Каварадосси из оперы «Тоска»
Ж. Бизе. Хосе из оперв «Кармен»

### Произведения западноевропейских композиторов
И. С. Бах «Не забудь» (сарабанда), Благодарность Всевышнему, Ария из кантаты № 106 («Должны мы жить достойно»), «Твой светлый взгляд»
И. С. Бах- Ш. Гуно Ave Maria
В.Беллини «'Элегия», «Не светится оконце»
Л. Бетховен «Сурок»
И. Брамс «О, милая дева»
Ж. Бизе Серенада Смита из оперы «Пертская красавица», Ария Хозе из оперы «Кармен», Романс Надира из оперы «Искатели жемчуга»
Дж. Верди Ария Альфреда из оперы «Травиата», «Застольная» из оперы «Травиата», Баллада Герцога из оперы «Риголетто», песенка Герцога из оперы «Риголетто», Ария Рамадеса из оперы «Аида»
Г. Ф. Гендель Ария Ксеркса из оперы «Ксеркс», Ария Самсона из оратории «Самсон», ария Оттона из оперы «Оттон», ария Ринальдо из оперы «Ринальдо»
Дж. Гершвин Ария Спортинг Лайфа из оперы «Порги и Бесс»
Э.Григ «Родина, „У моря“, „Люблю тебя“, „ Нежна, бела, как первый снег“, „Сон“
Х. Глюк Ария Париса из оперы „Парис и Елена“
Т. Джордано Ария Лориса из оперы „Федора“
Л. Денца „Фуникули- Фуникула“
Г. Донецетти Ромас Неморино из оперы „Любовный напиток“, Ария Неморино из оперы „Любовный напиток“
Д. Каччини „Амариллис“ (мадригал)
Ф. Ковалли „Dolce amor“, „Ариэтта- нежная любовь моя“
В. Кьяра „Гордая прелесть осанки“
Э. Капуа „Мое солнышко“, „О, Мари“
Э.Каннио „Влюбленный солдат“
Т. Коттрау „Санта Лючия“
Э. Куртис „Не плачь“, „Одиночество“, „Пой мне“, „Вернись в Сорренто“
Р. Леонковалло Речитатив и ария Каннио из оперы „Паяцы“, „Рассвет“
Э.Марцо „Узник“
Ж.Массне „Элегия“, Ариозо Вертера из оперы „Вертер“
В. А. Моцарт „Тоска по весне“, „Маленькая пряха“
Дж. Перголези „Три дня прошло, а Нина“
Г. Перселл „ О, как счастлив тот…“, „Любовь, как песня“, „Путеводная звезда“
Д. Пуччини Ариозо Кварадосси из оперы „Тоска“, Ария Каварадосси из оперы „Тоска“, Арияи Рудольфа из оперы „Богема“, Ария Де Грие из оперы „Манон Леско“
Д. Россини „Неополитанская тарантелла“
А. Скарлатти „sento nel core“, „Солнце сверкает“, „Ах, нет сил сносить терзанья“
А. Страделла „Pieta Sygnore“
Э. Тальяферри „Страсть“
Ф. Шуберт „Серенада“, „К музыке“, „Ave Maria“, „Девушка и смерть“, „Баркарола“, „Ты мой покой“
Р. Шуман „Слышу ли песни звуки“, „Я не сержусь“
А.Чилеа Плач Федерико из оперы „Арлезианка“
Р. Фальво „Скажите, девушки….“
Ф.Флотов Ария Лионеля из оперы „Марта“

### Произведения русских композиторов
А. Алябьев „Нищая“
А. Аренский Песня певца за сценой из оперы „Рафаэль“
И. Балакирев „Слышу ли голос твой“
П. Булахов „Тройка“, „Колокольчики мои“, „Не пробуждай воспоминаний“
А. Варламов „Вдоль по улице“, „На зари ты ее не буди“, „Горные вершины“
М. Глинка „Жаворонок“, „Ах, ты ноченька“, „В крови горит огонь желанья“, „Гуде вiтер“, „Венецианская ночь“, „Люблю тебя, милая роза“, „Северная звезда“, „Я здесь, Инезилья“, „Скажи, зачем явилась ты“, „Баркарола“, „Не пой, красавица, при мне“, „Я помню чудное мгновенье“
А. Гречанинов „Дай ручку, дорогая“
А. Гурилев „Вам не понять моей печали“
А. Даргомыжский „Влюблен я, дева-красота“, „Чаруй, меня чаруй“
А. Дроздов „Всю-то я вселенную проехал“, „Нiч яка мiсячна“
А. Живцо „Липа вековая“
В. Заремба „Дивлюсь я на небо“
Н. Зубов „ Побудь со мной“
Н. Иванов „Ах, ты душечка“, „Вечерний звон“, „Над полями да над чистыми“, „Родина“
И. Кобан „Я хочу Вам сказать“
И. Козловский „Я встретил Вас“
Д. Кабалевский Серенада Дон Кихота
Н. Лысенко Песни Петра из оперы „Наталка-Полтавка“
Н. Листов „Я помню вальса звук прелестный“
А. Новиков „Ноченька“
С.Рахманинов „Сон“, „Я здесь одинок“, „Здесь хорошо“
Н. Римский-Корсаков Ариозо Лыкова из оперы „Царская невеста“, Песня индийского гостя из оперы „Садко“, Не ветер вея с высоты», Песня Левко из оперы «Майская ночь»
Б. Страннолюбский «Вот мчится тройка удалая»
Г. Свиридов «Подъезжая под Ижоры», «Роняет лес багряный свой убор»
А. Титов «Ой, полна, полна коробушка», «Ах, ты, душечка»
Я. Фельцман «Ямщик, не гони лошадей»
А. Шереметьев «Я Вас любил»
Д. Шведов «Колыбельная», Ария Сеида из оперы «Аламыс»
П. Чайковский Ария Ленского из оперы «Евгений Онегин», Ариозо Ленского из оперы «Евгений Онегин», Ария Водемона из оперы «Иоланта», Ария Германа из оперы «Пиковая дама», «День ли царит», «Растворил я окно», «Мы сидели с тобой», «Средь шумного бала», «Хотел бы в единое слово», Серенада Дон Жуана
А. Яковлев «Зимний вечер»

### Произведения абхазских композиторов
Т. Аджапуа «Пою тебе, Абхазия»
Б.Багателия «Плач матери»
К.Бганба «Мактина», «Ты как солнца луч»
Р. Гумба «Светлая Абхазия», «Песня о Ридине»
И. Лакрба «Милая Родина», «Колыбельная махаджиров»
А.Позднеев «Песня об Абхазии»
К. Ченгелия «Если солнце светит ярко», «Голубоглазая»
В.Царкуш «Пой мне»
А.Дауров «Песня о горном крае», «Песня об Абхазии», «Карачаево-Черкессия моя».
Исполнял следующие абхазские народные песни: «Гудиса», «Песня о скале», «Песня охотников», «Песня о Хаджарате Кяхба», «Песня ранения».

## Избранные переводы
Войнич Э. Овод / Пер. на абх. яз. Сухуми, 1976;
Шекспир В. Сонеты / Пер. на абх. яз. (1987);
Шекспир В. Гамлет / Пер. на абх. Сухум, 2011.

## Избранная библиография
Англ.-абх. разговорник. Сухум, 1997;
Англ.-абх.-русский разговорник, 2001;
Англ.-русско-абх. фразеологический словарь. Сухум, 2008;

## Награды
Заслуженный артист Абхазской АССР (1979), народный артист Республики Абхазии (2010)
Кавалер ордена «Ахьдз-Апша» III степени (2009)